# Изборни систем
Изборни систем или систем гласања се састоји од низа правила која се морају пратити како би се гласање могло сматрати важећим и која одређују начин на који се гласови пребројавају и рачуна коначан резултат. То је метод којим гласачи праве избор између кандидата, често на изборима или на референдуму. Уобичајени изборни системи су владавина већине, пропорционални изборни систем и већински изборни систем са великим бројем варијација и метода као што су релативни већински систем и рангирани већински систем. Студија која је формално дефинисала изборни систем зове се теорија друштвеног избора или теорија гласања, која је подобласт политичких наука, економије или математике.
Они који су упознати са теоријом гласања су често изненађени сазнањем да постоје други изборни системи осим владавине већине или да постоје неслагања око тога шта значи бити подржан од стране већине. У зависности од одабраног значења, уобичајени систем „владавине већине” може произвести резултате које већина не подржава. Ако сваки избори имају двије опције, побједника ћемо одредити само већинским системом. Међутим, када постоје више од двије опције, можда неће постојати само једна опција која ће добити или неће добити већину. Једноставан избор не дозвољава бирачима да изразе редослијед или интензитет њиховог осјећања. Различити изборни системи могу дати врло различите резултате, нарочито у случајевима гдје не постоји јасна већинска предност.

## Аспекти
Изборни систем одређује форму гласачког листића, скупа допуштених гласова; и метода бројања, алгоритма за утврђивање исхода. Исход може бити један побједник, као у случају предсједничких избора, или може довести до више побједника, као у случају са изборима за законодавно тијело. Изборни систем може прецизирати како је гласачка моћ распоређена између бирача и како су гласачи подијељени у подгрупе (изборни округ) чији се гласови рачунају одвојено.
У реалном свијету имплементација избора се генерално не сматра дијелом изборног система. На примјер, иако изборни систем гласачки листи наводи апстрактно, не прецизира да ли стварни гласачки листић поприма облик комада папира, ударца картицом или рачунарског екрана. Изборни систем не прецизира да ли или како се гласови чувају у тајности, како се врши провјера да ли су гласови пребројани на прави начин или коме је дозвољено да гласа. То су аспекти шире теме избора или изборног система.
Изборно реформско друштво је политичка интересна група са сједиштем у Уједињеном Краљевству, за коју се вјерује да је најстарија организација на свијету која се бави изборним системима. Друштво заговара укидање релативног изборног система на свим државним и локалним изборима, тврдећи да је систем „лош за бираче, лош за владу и лош за демократију”.

## Терминологија
Називи изборних округа разликују се од земље до земље и, повремено, за функцију која се бира. Термин изборна јединица се обично користи за означавање изборног округа, али се може односити и на тело бирача са правом гласа или на све становнике заступљене области или само оне који су гласали за одређеног кандидата. Термини (изборни) округ и изборни дистрикт су чешћи у америчком енглеском.
У канадском енглеском, термин се користи, посебно званично, али је такође колоквијално и познатији као riding или изборна јединица. У неким деловима Канаде, изборна јединица се користи за покрајинске округе, а riding за савезне округе. У колоквијалном канадском француском, они се зову comtés („окрузи”), док је circonscriptions comtés правни израз.
У Аустралији и Новом Зеланду, изборни окрузи се зову бирачка тела, међутим другде термин бирачко тело се углавном односи на тело бирача.
У Индији се изборни окрузи називају „Nirvācan Kṣetra” (хинд. निर्वाचन क्षेत्र) на хиндском, што се дословно може превести као „изборно подручје”. Термин „Nirvācan Kṣetra” се користи када се односи на изборни округ уопште, без обзира на законодавну власт. Када се говори о одређеној законодавној изборној јединици, она се једноставно назива „кшетра” заједно са именом законодавног тела, на хиндском (нпр. „Лок Саба Кшетра” за изборну јединицу Лок Саба). Изборне јединице за општинске или друге локалне органе називају се „одељења”.
Локални изборни окрузи се понекад називају одељењима, термин који се такође користи за административне јединице општине. Међутим, у Републици Ирској, бирачки округи се зову локалне изборне области.

## Типови изборних система

### Плурални системи
Већински изборни систем је категорија изборних система у коме кандидат(и) са највећим бројем гласова побеђује, без захтева да се добије већина гласова. У случајевима када постоји једно место које треба попунити, познато је као Већински изборни систем са релативном већином; ово је други најчешћи изборни систем за национална законодавна тела, са 58 земаља које га користе за избор својих законодавних власти, од којих су велика већина садашње или бивше британске или америчке колоније или територије. То је уједно и други најчешћи систем који се користи за председничке изборе, а који се користи у 19 земаља.
У случајевима када треба попунити више позиција, најчешће у случајевима са вишечланим изборним јединицама, већински изборни систем се назива вишеструким непреносивим гласањем или релативност у целини. Ово има два главна облика: у једном облику бирачи имају толико гласова колико има места и могу гласати за било којег кандидата, без обзира на странку — ово се користи у осам земаља. Постоје разлике у овом систему, као што су ограничено гласање, где гласачи добијају мање гласова него што има места која треба да попуне (Гибралтар је једина територија на којој се користи овај систем) и једнократни непреносиви глас, у којем гласачи могу да гласају за само једног кандидата у вишечланој изборној јединици, а кандидати који добију највише гласова проглашавају су победницима; овај систем се користи у Авганистану, Кувајту, Питкернским острвима и Вануатуу. У другом главном облику блоковског гласања, познатом и као страначко блоковско гласање, гласачи могу гласати само за више кандидата једне странке. Ово се користи у пет земаља као део мешовитих система.
Систем Даудала, вишечлана варијанта изборне јединице према Бордовом броју, користи се у Науруу за парламентарне изборе и при томе гласачи рангирају кандидате у зависности од броја места у њиховој изборној јединици. Гласови прве преференције се рачунају као цели бројеви; гласови друге преференције се деле са два, треће преференције са три; ово се наставља до најнижег могућег ранга. Укупни резултати које сваки кандидат постигне одређују победнике.

### Већински системи
Већинско гласање је систем у коме кандидати морају добити већину гласова да би били изабрани, мада је у неким случајевима потребан само плуралитет у последњем кругу пребројавања, ако ниједан кандидат не може постићи већину. Постоје два главна облика већинских система, један користи један круг рангираног гласања, а други користи два или више кругова. Оба се првенствено користе за једночлане изборне јединице.
Већинско гласање може се одвијати у једном кругу користећи рејтиншко гласање, при чему бирачи рангирају кандидате по редоследу преференције; овај систем се користи за парламентарне изборе у Аустралији и Папуа Новој Гвинеја. Ако ниједан кандидат не добије већину гласова у првом кругу, друге поставке кандидата са најнижим рангом се затим додају тоталима. То се понавља све док кандидат не постигне преко 50 % броја важећих гласова. Ако не искористе сви гласачи све своје преференцијалне гласове, онда се пребројавање може наставити док не остану два кандидата, а тада је победник онај који има највише гласова. Измењени облик овог приступа је условни глас где гласачи не рангирају све кандидате, али имају ограничен број гласова који имају предност. Ако ниједан кандидат нема већину у првом кругу, искључују се сви кандидати осим два најбоља, при чему су највиши преостали преферентни гласови од гласова за искључене кандидате затим додају у укупне износе да би се утврдио победник. Овај систем се користи на председничким изборима у Шри Ланки, а бирачима је дозвољено да дају три избора.
Други главни облик већинског система је двокружни систем, који је најчешћи систем који се користи за председничке изборе широм света, а који се користи у 88 земаља. Такође се користи у 20 земаља за избор законодавног тела. Ако ниједан кандидат не постигне већину гласова у првом кругу гласања, одржава се други круг ради утврђивања победника. У већини случајева други круг је ограничен на два најбоља кандидата из првог круга, мада на неким изборима више од два кандидата могу да се изборе за други круг; у тим случајевима се о другом кругу одлучује плуралним гласањем. Неке земље користе модификовани облик двокружног система, као што је Еквадор, где се кандидат на председничким изборима проглашава победником ако добије 40 % гласова и 10 % је испред најближег ривала, или Аргентине (45 % плус 10 % испред), где је систем познат као балотација.
Исцрпни гласачки листић није ограничена на два круга, већ се последњепласирани кандидат елиминише у сваком кругу гласања. Због потенцијално великог броја кругова, овај систем се не користи на било којим већим народним изборима, већ се користи за бирање председника парламента у неколико земаља и чланова Савезног савета Швајцарске. У неким форматима може се одржати више кругова, а да ниједан кандидат не буде елиминисан док кандидат не постигне већину, што је систем који се користи у Колегијуму изборника САД.

### Пропорционални системи
Пропорционална репрезентација је најзаступљенији изборни систем за национална законодавна тела, при чему су парламенти преко осамдесет земаља изабрани помоћу различитих форми овог система.
Пропорционална заступљеност на страначким листама је појединачни најчешћи изборни систем и користи га 80 земаља, а обухвата гласаче који гласају за листу кандидата коју предложи странка. У системима затворених листи гласачи немају утицаја на избор кандидате које странка предлаже, док у системима отворене листе гласачи имају могућност да гласају за страначку листу и да утичу на редослед у којем ће се кандидатима доделити места. У неким земљама, посебно у Израелу и Холандији, избори се изводе користећи чисту пропорционалну заступљеност, при чему се гласови збрајају на националном нивоу пре додељивања места странкама. Међутим, у већини случајева користи се неколико вишечланих бирачких јединица уместо јединствене националне јединице, што даје елемент географске заступљености; али то може резултирати расподелом мандата која не одражава укупне националне гласове. Као резултат тога, неке земље имају уравнотежавајућа места која могу доделити странкама чија су укупна места нижа од њиховог удела у националном гласању.
Поред изборног прага (минималног процената гласова које странка мора добити да би освојила своја места), постоји неколико различитих начина за доделу места у пропорционалним системима. Постоје две главне врсте система: највиши просек и највећи остатак. Системи највишег просека укључују поделу гласова које је свака странка добила низом делитеља, стварајући бројеве који одређују расподелу места; на пример Д’Онтова метода (за коју постоји више варијанти укључујући Хагенбах-Бишофову) и Вебстер/Сент-Лагијев метод. Под највећим преосталим системима, удела гласова странака дели се квотом (добијеном дељењем укупног броја гласова са бројем расположивих места). То обично оставља нека места нераспоређена, која се додељују партијама на бази највећих фракција преосталих места. Примери највећих система остатка су Хејрова квота, Друпов квота, Империјална квота и Хагенбах-Бишофова квота.
Појединачни преносни глас је други облик пропорционалне заступљености; у овом приступу бирачи рангирају кандидате у вишечланој изборној јединици, уместо да гласају за страначку листу; користи се на Малти и у Ирској. Да би били изабрани, кандидати морају прећи квоту (Друпова квота је најчешћа). Бирају се кандидати који на првом пребројавању задовоље квоту. Потом се гласови преусмеравају од најмање успешних кандидата, као и вишак гласова од успешних кандидата, док сва места не попуне кандидати који су задовољили квоту.